# Enéas Marques
Enéas Marques is een gemeente in de Braziliaanse deelstaat Paraná. De gemeente telde in 2021 naar schatting 5.906 inwoners.

## Aangrenzende gemeenten
De gemeente grenst aan Dois Vizinhos, Francisco Beltrão, Nova Esperança do Sudoeste, Salto do Lontra en Verê.